# Prionacalus buckleyi
Prionacalus buckleyi är en skalbaggsart som beskrevs av Waterhouse 1872. Prionacalus buckleyi ingår i släktet Prionacalus och familjen långhorningar. Inga underarter finns listade i Catalogue of Life.